# تحليل تكلفة السفر
أسلوب تكلفة السفر للتقييم الاقتصادي، أو تحليل تكلفة السفر (بالإنجليزية: Travel cost analysis)، أو أسلوب كلاوسون هي طريقة تفضيل مكشوفة للتقييم الاقتصادي المستخدم في تحليل التكلفة والفائدة لحساب قيمة شيء لا يمكن الحصول عليه من خلال أسعار السوق (أي الحدائق الوطنية، الشواطئ، النظم البيئية). الهدف من هذه الطريقة هو حساب الاستعداد للدفع مقابل تسهيلات سعر ثابت. تم اقتراح هذه التقنية لأول مرة من قبل الإحصائي هارولد هوتلينغ في رسالة عام 1947 إلى مدير خدمة المتنزه الوطني لطريقة لقياس فائدة الترفيه. تم تحسين الطريقة من قبل وود وتريس (1958) وكلاوسون (1959). التقنية هي أحد الأساليب لتقدير السعر الاعتباري.

## منهجية
المبدأ العام هو أن الزوار الأفراد ينفقون مبالغ متفاوتة من الوقت والمال للوصول إلى مورد معين. وكلما ابتعد الفرد عن المورد، كلما زاد الوقت والمال الذي ينفقونه وأقل تكرارا للزيارة. يميل الأفراد الأقرب إلى المورد إلى زيارة أكثر في كثير من الأحيان وإنفاق أقل. من خلال تركيب توزيع الأفراد ضمن هذا الطيف، يتم استخدام متوسط تكاليف النقل والفرصة للوقت الذي يقضيه في السفر إلى موقع ترفيهي لتحديد قيمة الموقع. يمكن استخدام طرق مختلفة في الجمع الفعلي للبيانات والتقدير. طريقة تكلفة السفر للتقييم الاقتصادي هي طريقة تفضيل مكشوفة لأنها تنظر إلى السلوك البشري الفعلي لمحاولة تحديد القيمة التي يضعها الناس في شيء ما.
- يتم اختيار عينة من زوار المرفق
- ينقسم هؤلاء الزوار إلى «مناطق» اعتمادًا على المسافة المقطوعة إلى المنشأة.
- يتم حساب متوسط المسافة إلى المنشأة ومتوسط تكلفة السفر إلى المنشأة من كل منطقة.
- يتم حساب معدل الزيارة من كل منطقة.

بمعنى آخر؛ معدل الزيارة: عدد الزوار من منطقة معينة / عدد سكان تلك المنطقة
- يتراجع معدل الزيارة مقابل تكلفة السفر لإنشاء منحنى معدل الزيارة.

معدل الزيارة من منطقة معينة = f (التكلفة من منطقة معينة)
VR = a + b.C
- يمكن بعد ذلك استخدام هذا المنحنى للحصول على تقديرات لمعدلات الزيارة بالنظر إلى مستويات مختلفة من إجمالي التكاليف.
- وهذا يتيح إجراء تقديرات لأعداد الزوار من كل منطقة بالنظر إلى مستوى مختلف من سعر المنشأة.
- يمكن رسم / جمع عدد الزوار من كل منطقة مقابل هذه المستويات المختلفة من سعر المنشأة من أجل إنشاء منحنى طلب للمنشأة.
- المنطقة الواقعة تحت منحنى الطلب هذا هي الرغبة في الدفع مقابل التسهيلات التي يمكن استخدامها كتقييم لأغراض CBA.